# CRH3
 (janvier 2013).
Si vous disposez d'ouvrages ou d'articles de référence ou si vous connaissez des sites web de qualité traitant du thème abordé ici, merci de compléter l'article en donnant les références utiles à sa vérifiabilité et en les liant à la section « Notes et références ».

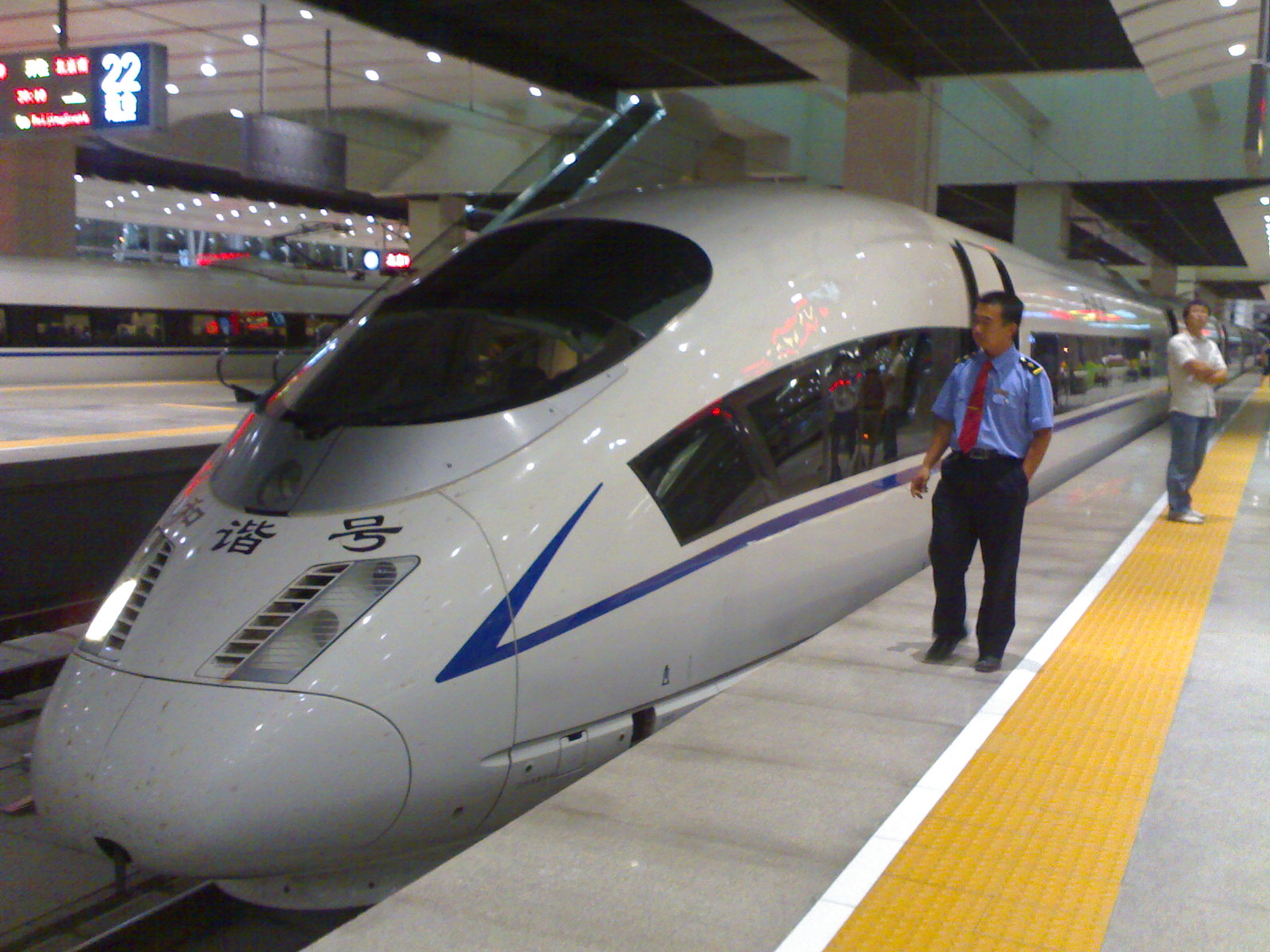
CRH3 en gare en Chine

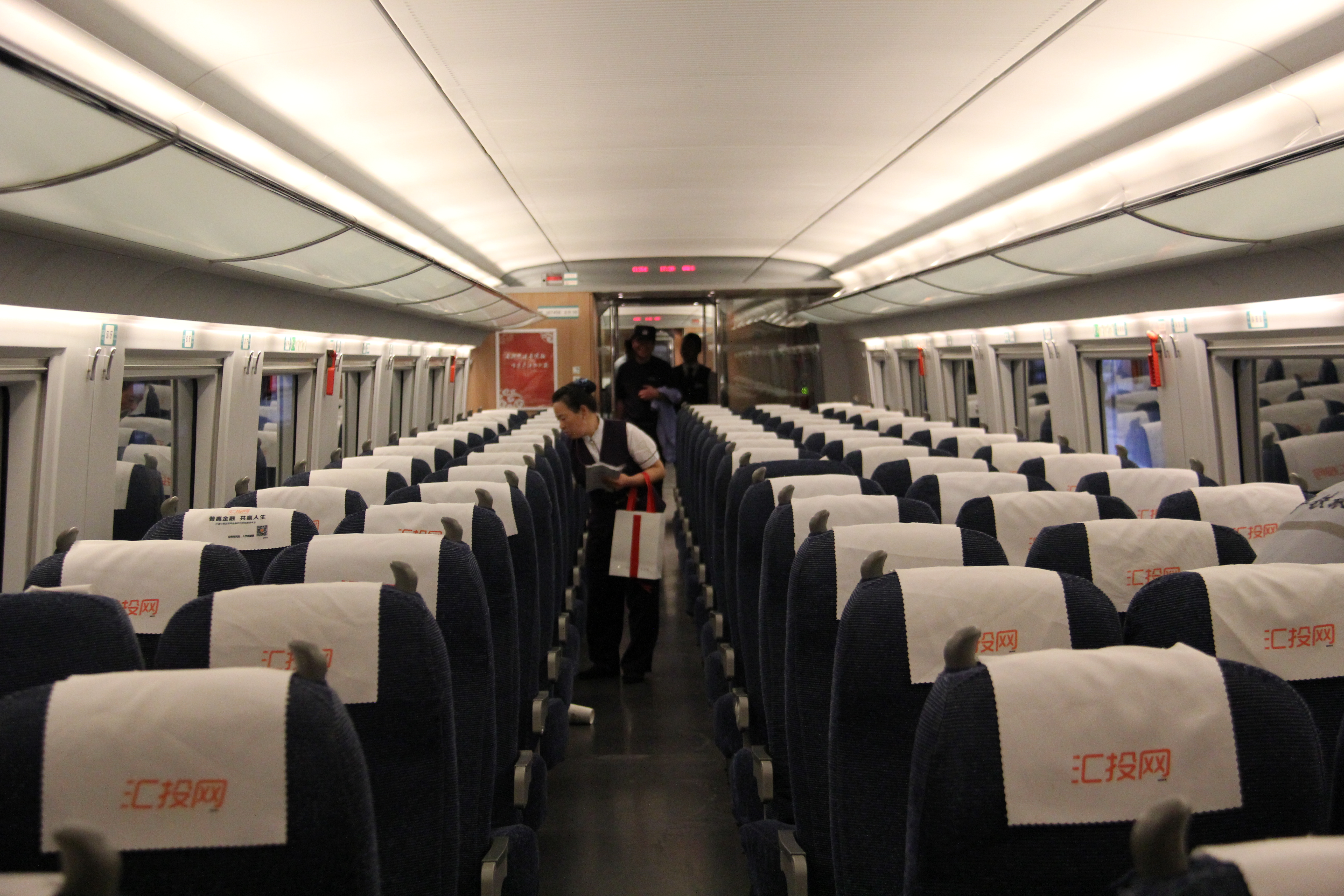
Voiture de deuxième classe du CRH3

Le CRH3 (nom d'exploitation), ou Velaro CN (nom du constructeur), est un train à grande vitesse fabriqué par Siemens et circulant en Chine.
Le CRH3 est en service sur la LGV Pékin - Tianjin depuis le 1er août 2008. La vitesse maximale en exploitation a été de 350 km/h avant d'être réduite à partir de juillet 2011 à 300 km/h, pour des raisons de sécurité et de rentabilité,.
Le CRH3 est également utilisé sur la ligne à grande vitesse Wuhan - Canton depuis son ouverture en décembre 2009.

## Historique
En novembre 2005, le ministère chinois du rail commande 60 trains à Siemens.

## Caractéristiques techniques
Le CRH3 mesure 3,26 mètres de large, ce qui permet de placer 2+2 sièges en première classe, et 2+3 en deuxième classe, offrant un total de 600 places dans un train de huit voitures.